# Birthright Armenia
Birthright Armenia, también conocido como Depi Hayk (en armenio: Դեպի Հայք) es un programa de voluntariado para armenios de la diáspora que también ofrece reembolsos de viaje a los participantes que cumplan los requisitos para ayudar al desarrollo de Armenia.
Para ser voluntario en Birthright Armenia, el solicitante tiene que ser de ascendencia armenia (al menos uno de los abuelos debe ser totalmente armenio), tener entre 21 y 32 años y haberse graduado en educación secundaria. El programa funciona todo el año.

## Acerca de la Organización
Birthright Armenia fue fundada en 2003 por Edele Hovnanian, quien se dio cuenta de que todos los armenios deberían tener la oportunidad de sumergirse en Armenia para comprender a su pueblo, su cultura y sus luchas. Entre los objetivos de la organización se incluye el fortalecimiento de los lazos entre Armenia y los representantes de la juventud armenia de la diáspora, ofreciéndoles la oportunidad de participar en la vida cotidiana de sus compatriotas. En 2007, la organización amplió su presencia con la apertura de una oficina en Gyumri. En 2012, con el fin de apoyar la transición de los antiguos alumnos que se trasladaban a Armenia, se puso en marcha el programa "Pathway to Armenia", que proporcionaba apoyo con el alojamiento y la búsqueda de empleo. En 2013, Birthright Armenia amplió aún más su alcance abriendo una oficina en Vanadzor. En 2015, el programa celebró un hito importante al alcanzar los 1.000 participantes.

## Programa
Los participantes se comprometen a un mínimo de 30 horas semanales de voluntariado o a realizar prácticas universitarias, pudiendo elegir entre residir con familias de acogida locales o alquilar un hogar. La organización ofrece una gran variedad de oportunidades de trabajo voluntario entre más de 1.300 organizaciones asociadas de sectores como la arquitectura, el marketing, el turismo, la sanidad, la agricultura, las TI y los negocios. El programa también incluye excursiones semanales, clases de armenio en la oficina y foros semanales con oradores invitados que hablan sobre diferentes temas relacionados con Armenia.

## Requisitos de admisibilidad

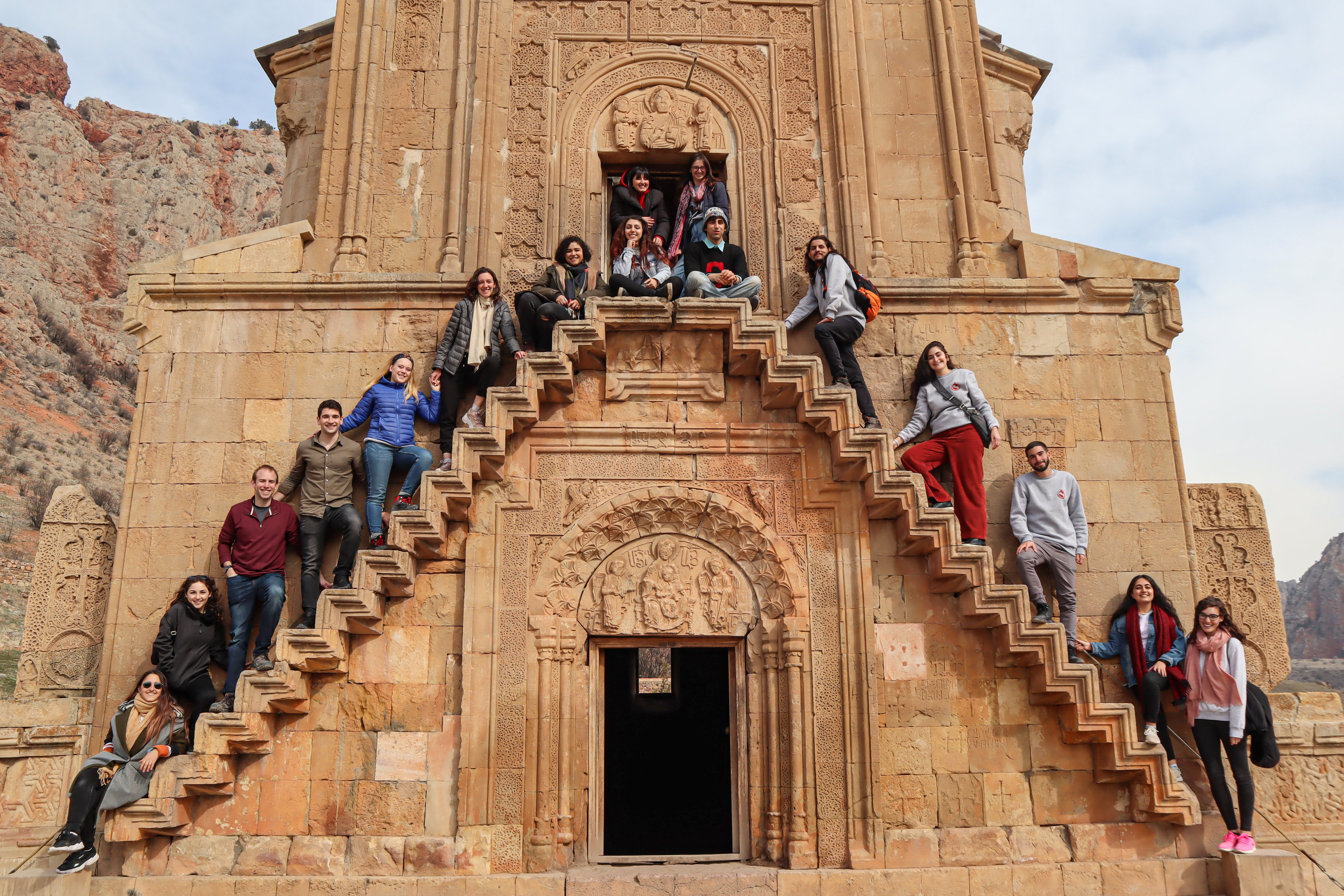
Voluntarios de Birthright Armenia en una excursión al monasterio de Noravank, marzo de 2020

Para participar, los solicitantes deben tener al menos un abuelo de origen armenio. Además, deben tener entre 21 y 32 años y haber terminado la educación secundaria. Los solicitantes nacidos en Armenia deben haber abandonado Armenia antes de los 15 años y haber vivido en el extranjero durante al menos 10 años. Los solicitantes que hayan residido principalmente en Armenia durante más de los últimos tres años no son elegibles. Los participantes deben aceptar una estancia mínima de 9 semanas. La duración máxima del programa es de un año. Para estancias más cortas, existe una subsección del programa denominada Birthright Lite.

### Birthright Lite
La organización tiene otra opción para los profesionales que trabajan a tiempo completo, independientemente de su edad, y que disponen de un tiempo limitado fuera de su trabajo. Pueden solicitar un voluntariado de entre cuatro y nueve semanas. Los participantes en Birthright Lite pagan los gastos de viaje, alojamiento o familia de acogida.

## Alumni

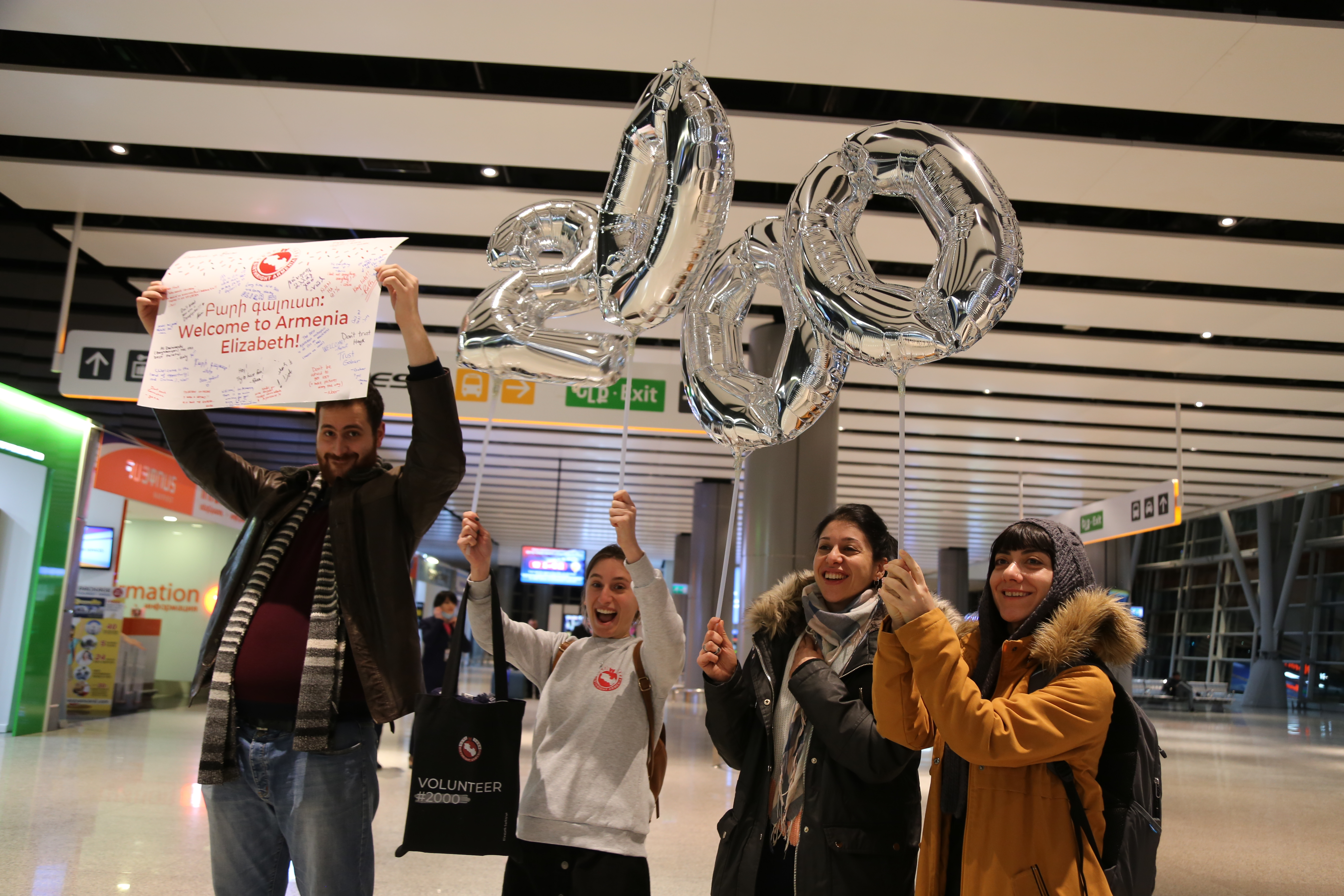
Encuentro con el voluntario N° 2000 en el aeropuerto internacional de Zvartnots, febrero de 2020

Birthright Armenia cuenta con una red de antiguos alumnos de más de 3.000 personas procedentes de 57 países, 300 de las cuales se han repatriado a Armenia. La organización apoya las iniciativas de los antiguos alumnos a través de subvenciones, que permiten a los antiguos alumnos tener un impacto positivo tanto en Armenia como en el resto del mundo. Asimismo, Birthright Armenia apoya a aquellos que desean permanecer en Armenia una vez finalizado el programa. Los antiguos alumnos pueden recibir alojamiento temporal gratuito, así como apoyo laboral, consultas periódicas con miembros del personal y acceso a una red de repatriados experimentados.

## Organizaciones similares
Existen otras organizaciones con objetivos similares, entre ellas se encuentra Taglit Birthright Israel, que ofrece oportunidades para realizar intercambios educativos y culturales, relacionados con la historia y la cultura judía. 
La organización Irishway organiza viajes a Irlanda para los estudiantes de educación secundaria estadounidenses y canadienses de origen irlandés. Journey to Greece, es un programa organizado por la comunidad griega.
El programa Know Thy Heritage (conoce tu herencia) ha sido creado por la Fundación Ecuménica Cristiana de Tierra Santa (en inglés: Holy Land Christian Ecumenical Foundation ) (HCEF) esta entidad, organiza viajes a Palestina, para los jóvenes palestinos que residen en otros países, y también lleva a cabo diversas actividades, para promover la paz y los derechos humanos en la nación de Palestina.